# Heiko Wildberg
Heiko Wildberg (* 19. Mai 1952 in Wilhelmshaven) ist ein deutscher Politiker (CDU, Bündnis 90/Die Grünen, AfD) und Geologe. Er war von 2017 bis 2021 Mitglied des Deutschen Bundestages.

## Leben
Nach seinem Abitur 1971 nahm Heiko Wildberg ein Studium an der Universität Münster im Fach Geologie auf, das er 1978 mit dem Diplom abschloss. Danach promovierte er 1983 mit einer Dissertation über Magmatite. Nach Tätigkeiten an der Universität als wissenschaftlicher Mitarbeiter war er von 1991 bis 2001 hauptamtlicher Kreisbeigeordneter im Landkreis Germersheim. Wildberg war zu dieser Zeit Mitglied der Partei Bündnis 90/Die Grünen und Mitglied des Stadtrats von Kandel. 2001 kandidierte er bei der Wahl des Landrats des Landkreises Germersheim.
2013 trat Wildberg der AfD bei. Von 2014 bis 2021 gehörte er dem Kreistag des Landkreises Germersheim an, bis 2017 als Fraktionsvorsitzender der AfD. Er wurde im Jahr 2017 für die AfD in den 19. Deutschen Bundestag gewählt.
Vor seiner Zeit bei den Grünen war Wildberg Mitglied der CDU.
Wildberg ist verheiratet und Vater von zwei Kindern.

## Abgeordneter
Im 19. Deutschen Bundestag war Wildberg ordentliches Mitglied im Ausschuss für Umwelt, Naturschutz und nukleare Sicherheit, sowie im Gemeinsamen Ausschuss. Zudem gehörte er als stellvertretendes Mitglied dem Ausschuss für Gesundheit und dem Ausschuss für Verkehr und digitale Infrastruktur an.
Bei der Bundestagswahl 2021 trat Wildberg nicht erneut an.